# Mispila taoi
Mispila taoi là một loài bọ cánh cứng trong họ Cerambycidae.